# Indiai túzok
Az indiai túzok (Ardeotis nigriceps)   a madarak osztályának, azon belül a túzokalakúak (Otidiformes) rendjébe tartozó túzokfélék (Otididae) családjába tartozó faj.

## Rendszerezése
A fajt Nicholas Aylward Vigors ír zoológus írta le 1831-ben, az Otis nembe Otis nigriceps néven.

## Előfordulása
Régen gyakori faj volt az egész Indiában és Pakisztánban, de a vadászat és az élőhely elvesztése miatt számuk igencsak megfogyatkozott. Természetes élőhelyei a szubtrópusi vagy trópusi száraz gyepek és szántóföldek. Állandó, nem vonuló faj.

## Megjelenése
Testhossza 76-122 centiméter, testtömege 3500-14500 gramm. A hasa és a nyaka fehér, a homlokán egy fekete korona található, és a felsőteste barna.
|  |

## Életmódjuk
Tápláléka igen összetett, gerinctelenekből, sáskákból és bogarakból áll, de ínségesebb időkben magokat is fogyaszt mint például a földimogyoró.

## Szaporodása
Fészke nyílt terepen található, fészekalja általában egy tojásból áll. A költést és a fiókák nevelését a tojó végzi egyedül. A fiókák a tojó mellett maradnak a következő költési ideig.

## Természetvédelmi helyzete
Az elterjedési területe nagyon nagy, de sok helyről, már kihalt, egyedszáma 50-249 példány közötti és csökken. A Természetvédelmi Világszövetség Vörös listáján súlyosan veszélyeztetett fajként szerepel.